# Islas de Martín Vaz
Las islas de Martín Vaz (en portugués: Ilhas de Martim Vaz), se trata de un grupo de islas  pertenecientes al Brasil en las zonas cuasiecuatoriales del océano Atlántico a aproximadamente 30 km al este de la isla de Trinidad. Conforman el punto más oriental de Brasil y uno de los territorios más remotos de ese país.
Las islas son de origen volcánico y forma parte del archipiélago de Trinidad y Martín Vaz estando comprendido en el municipio de Vitória dentro de la jurisdicción del estado del Espírito Santo.

## Características
Las islas de Trinidad y Martín Vaz fueron descubiertas hacia principios de los años 1500 por navegantes portugueses y, junto con Brasil, formó parte de los dominios de ultramar de Portugal.
Cuenta con un área de sólo 0.3 km² (30 ha), conformadas a su vez por cuatro islas:
- - Ilha do Norte, 20°30′00″S 28°51′00″O / -20.50000, -28.85000, 300 m al NNW de Ilha da Racha, 75 m s. n. m. de altitud máxima.
  - Ilha da Racha (Ilha Martim Vaz), 20°30′18″S 29°20′42″O / -20.50500, -29.34500, 175 m de altitud máxima, cerca de la punta noroeste.
  - Ilote de Angulha, una roca plana circular, a 200 m de la punta noroeste de Ilha da Racha, 60 m de altura.
  - Ilha do Sul, 20°31′00″S 28°51′00″O / -20.51667, -28.85000, 1.600 m al sur de Ilha da Racha. Es un pináculo rocoso. Ilha do Sul es el punto más oriental de Brasil.

La vegetación es predominantemente de malezas, con la presencia de arbustos raros en la parte superior que son golpeados por el viento. La fauna está formada solo por cangrejos, arañas endémicas y cientos de aves migratorias.
Debido a su forma escarpada está despoblada y el único acceso es por helicóptero. Además, en la isla principal se ha encontrado haüyna.

## Historia
Descubierto en 1512 por João da Nova, fueron visitadas en 1514 por Juan de la Cosa, que nombró a la isla principal como Santa María Esmeralda. En 1768, el francés Jean-François de La Pérouse intentó escalar las rocas, pero dos de sus marineros acabaron muriendo en el intento. En honor a los muertos, llamó a las islas del grupo como Martín Vaz. En 1951, la Marina de Brasil quería tomar posesión formal de las islas y una guarnición militar trató de exhibir la bandera en la isla principal, pero el barco se hundió al ir en contra de una roca y doce marineros perdieron la vida.
En 1960, una expedición científica británica con el buque HMS Owen encontró un refugio seguro y pudo explorar la isla más grande. El primer aterrizaje en helicóptero fue hecho en 1962 por un equipo militar. Más recientemente, en 2007, se han producido otros aterrizajes de helicópteros de la aviación naval para reemplazar la bandera nacional izada allí.